# Rasjid bin Said Al Maktoem
Sjeik Rasjid bin Said Al Maktoem (Arabisch: راشد بن سعيد آل مكتوم) (Dubai, 1912 – aldaar, 7 oktober 1990) was een politicus uit de Verenigde Arabische Emiraten. Hij maakte deel uit van de dynastie die het emiraat Dubai in handen heeft. Hierdoor was hij van 1958, het overlijdensjaar van zijn vader Said bin Maktoem Al Maktoem, tot aan zijn eigen overlijden in 1990 emir van Dubai.  
Op 25 april 1979 werd Al Maktoem benoemd tot zowel eerste minister als vicepresident van de Emiraten. Hoewel het niet staat vermeld in de grondwet van de Verenigde Arabische Emiraten zijn ook deze twee posities sinds de regeerperiode van Al Maktoem voorbehouden voor de emir van Dubai. 
Sjeik Rasjid had vier zonen:
- Maktoem III bin Rasjid Al Maktoem (geboren in 1943)
- Hamdan bin Rasjid Al Maktoem (geboren in 1945)
- Mohammed bin Rasjid Al Maktoem (geboren in 1949)
- Ahmed bin Rasjid Al Maktoem (geboren in 1950)